# Hose-pálmasodró
A Hose-pálmasodró (Diplogale hosei) az emlősök (Mammalia) osztályába, a ragadozók (Carnivora) rendjébe, a cibetmacskafélék (Viverridae) családjába és a sávos pálmasodróformák (Hemigalinae) alcsaládjába tartozó Diplogale nem egyetlen faja.
A fajt Charles Hose zoológusról nevezte el Oldfield Thomas 1892-ben. Hose 1891-ben gyűjtötte az első példányt Sarawakban.
A Hose-pálmasodró hasonlít a sávos pálmasodróra (Hemigalus derbyanus). A fajt először Hemigalus hosei néven írta le 1892-ben Oldfield Thomas, és csak 1912-ben jött rá, hogy a pofa és a fogak alakja, valamint a színezet és mintázat nyilvánvaló különbsége magában foglalja a Diplogale Hemigalus-tól való megkülönböztetésének szükségességét. A Hose-pálmasodróhoz hasonlóan a sávos pálmasodró is szigorúan éjszakai életmódú és inkább a földön él; azonban a Hose-pálmasodró elterjedése sokkal korlátozottabb, és inkább a magasabban fekvő erdőkre korlátozódik.
A Hose-pálmasodró nagy orra és hosszú bajusza hasonló a vidracibetéhez (Cynogale bennetti). A vidracibetről ismert, hogy félig vízi életmódú, és úszóhártyás lábai vannak; főleg alföldi esőerdőkben fordul elő.

## Megjelenése
A Hose-pálmasodró testének felső része, az orrtól a farokhegyig, beleértve a négy végtag külső részét is, sötétbarna vagy feketésbarna, alsó része (az állától a farok hegyéig, illetve a négy végtag belső felülete) fehér vagy enyhén barnás fehér. Arcán sötét gyűrűk vannak a szemek körül, és nagyon hosszú, fehér bajsza van; nagy, nedves orra kontrasztos hússzínű. Lábai alsó felületei sápadtak, talppárnái barnák, köztük rövid szőrrel borított foltok találhatók; lábain az ujjak részben összenőttek.
Fej-test hossza 47,2–54,0 centiméter, farka 29,8–34,6 centiméter, hátsó talpainak hossza 7,4–8,1 centiméter, füleinek hossza 3,6–3,9 cm; a becslések szerint körülbelül 1,4–1,5 kilogramm súlyú, és 40 foga van.

## Elterjedése, élőhelye
A Hose-pálmasodrót Borneó malajziai részéről, Sarawak és Sabah állam néhány helyéről, valamint Bruneiből jegyezték fel. Kalimantanból 325 méteres magasságban rögzítették. A nagyon kevés terepi megfigyelés főleg alacsonyabb hegyvidéki erdőkben és érett, vegyes dipterokarpuszfélék alkotta erdőkben volt.
Néhány közelmúltbeli megfigyelése létezik, köztük egy később közzétett, Bruneiből származó felvétel és egy fénykép, amelyet egy kameracsapda készített a sabahi Kinabalu Park alföldi erdejében. Egy másik, Kalimantanban készült kameracsapda képén lévő állat ehhez a fajhoz tartozhat, de ez vita tárgyát képezi.
A faj eddigi legmagasabban történt megfigyelései a Sela'an-Linau Erdőgazdálkodási Egységben (Sela'an-Linau Forest Management Unit, FMU) voltak, amely egy fakitermelési koncesszió Felső-Baramban (Sarawak), ahol 2004 és 2005 között tizennégy képet készítettek a Hose-pálmasodróról, négy különböző helyen. A korábbi legtöbb találkozás a fajjal egyetlen helyről a Tom Harrisson által 1945 és 1949 között, a közeli Kelabit-felföldön gyűjtött négy példány volt, ami arra utal, hogy Sarawak ezen része a faj elsődleges élőhelye lehet.
Az elterjedési területről származó példányokról szóló néhány feljegyzés főként hegyi erdőkből származik, ami alapján azt lehet feltételezni, hogy hegyvidéki fajról van szó. Mindazonáltal Bruneiben mindössze 450 méteres magasságból, a sarawaki Batu Songból 600 méteres magasságból jegyezték fel; egy másik példányt egy kameracsapda rögzített a sabahi Kinabalu Park alföldi erdőjében, szintén 600 méteres magasságban, és az FMU 14 képének egyike 730 méteres magasságban készült.
Lehetséges, hogy a Hose-pálmasodró kedvelt élőhelyei erősen párás, például mohás erdők, mohás sziklák és patakok közelében vannak.

## Életmódja
A Hose-pálmasodró egyszerre alkonyati és éjszakai életmódú, és úgy vélik, hogy a többi pálmasodróval szemben inkább a földön él. Úgy gondolják, hogy üreget készít a sziklák és/vagy a fák gyökerei közötti lyukakban.
A vadon élő Hose-pálmasodró táplálkozása kevésbé ismert, bár úgy gondolják, hogy kis halakkal, rákokkal, békákkal és rovarokkal táplálkozik, mohás sziklák és patakok között. Az egyetlen valaha élt fogságban lévő egyed csak húst és halat evett, gyümölcsöt nem, amely az összes többi borneói cibetmacskaféle kedvenc tápláléka.

## Természetvédelmi helyzete
Feltételezik, hogy az élőhelyek elvesztése és zsugorítása komoly veszélyt jelent erre a fajra. A Hose-pálmasodró valószínűleg nem tűri a fakitermelés általi zavarást, bár még mindig nem tudni, hogy képes-e fennmaradni és/vagy szétszóródni a kivágott és leégett mezők, valamint fakitermelési utak által feldarabolt erdőben. A vadászat egyre nagyobb veszélyt jelenthet a fajra, mivel a populáció száma és helyzete teljesen ismeretlen. Lehetséges, hogy a faj súlyosabb fenyegetettségi kategóriába sorolható, ha több információ áll rendelkezésre ökológiájáról és veszélyeiről. A fajjal kapcsolatos további kutatások előremozdítását és elvégzését sürgősnek tartják.
Jelenleg teljesen ismeretlenek azok az alapvető tényezők, amelyek a Hose-pálmasodró hosszú távú jövőjét valószínűleg meghatározzák, mint például a populáció sűrűsége, az öreg erdőktől való függés mértéke, az elterjedési és szétszóródási minták és egyebek, ami így lehetetlenné teszi a konkrét védelmi intézkedéseket. Elterjedési területén egyetlen védett területről sem ismert, hogy nagy populációja lenne, bár Bruneiben és Sabahban az Ulu Temburong Nemzeti Parkban, illetve a Kinabalu Parkban jegyeztek fel egyedeket. Sarawakban nincs ismert védett terület, ahol a fajnak lenne populációja. A Természetvédelmi Világszövetség (IUCN) a Hose-pálmasodrót a sebezhető kategóriába sorolja.

## Fordítás
Ez a szócikk részben vagy egészben  a   Hose's palm civet című angol Wikipédia-szócikk ezen változatának fordításán alapul.  Az eredeti cikk szerkesztőit annak laptörténete sorolja fel. Ez a jelzés csupán a megfogalmazás eredetét és a szerzői jogokat jelzi, nem szolgál a cikkben szereplő információk forrásmegjelöléseként.